# مارسيل فلاد
مارسيل فلاد هو مصارع رياضي روماني، ولد في 5 فبراير 1948.

## وصلات خارجية
- مارسيل فلاد على موقع قاعدة بيانات المصارعة الدولية (الإنجليزية)
- مارسيل فلاد على موقع أوليمبيديا (الإنجليزية)